# Sabine Uitslag
Albertje Sabine Uitslag (Westerhaar, 4 maart 1973) is een voormalig lid van de Nederlandse Tweede Kamer der Staten-Generaal namens het Christen-Democratisch Appèl (CDA).
Van 8 april tot augustus 2008 verving Uitslag de wegens zwangerschapsverlof afwezige Mirjam Sterk als lid van de Tweede Kamer. Het was voor het eerst dat een Kamerlid zich liet vervangen bij een zwangerschap. In september 2008 keerde ze terug in de CDA-fractie, door het vertrek van Karien van Gennip. Bij de Tweede Kamerverkiezingen van 9 juni 2010 stond Uitslag op plek 31, te laag, maar ze werd door middel van 15.933 voorkeurstemmen toch herkozen als Kamerlid. Ze gaf aan na de verkiezingen in september 2012 niet meer terug te keren in de Kamer.

## Levensloop voor het Kamerlidmaatschap
Uitslag groeide op in Vriezenveen en doorliep het Christelijk Lyceum in Almelo. Vervolgens studeerde zij verpleegkunde aan de Saxion Hogeschool in Enschede, Gezondheidswetenschappen (richting Verplegingswetenschap) aan de Rijksuniversiteit Limburg en ze voltooide de Top Class Bestuurskunde in de Gezondheidszorg aan de Erasmus Universiteit Rotterdam. Van januari 2007 tot haar lidmaatschap van de Tweede Kamer was ze werkzaam bij het Wetenschappelijk Instituut voor het CDA. Daar hield Uitslag zich onder meer bezig met advisering van de fractie op het gebied van gezondheidszorg. Bij de Tweede Kamerverkiezingen 2006 stond ze op een vijftigste plaats op de kandidatenlijst en kreeg ze 6.535 voorkeurstemmen.

## Activiteiten als Tweede Kamerlid

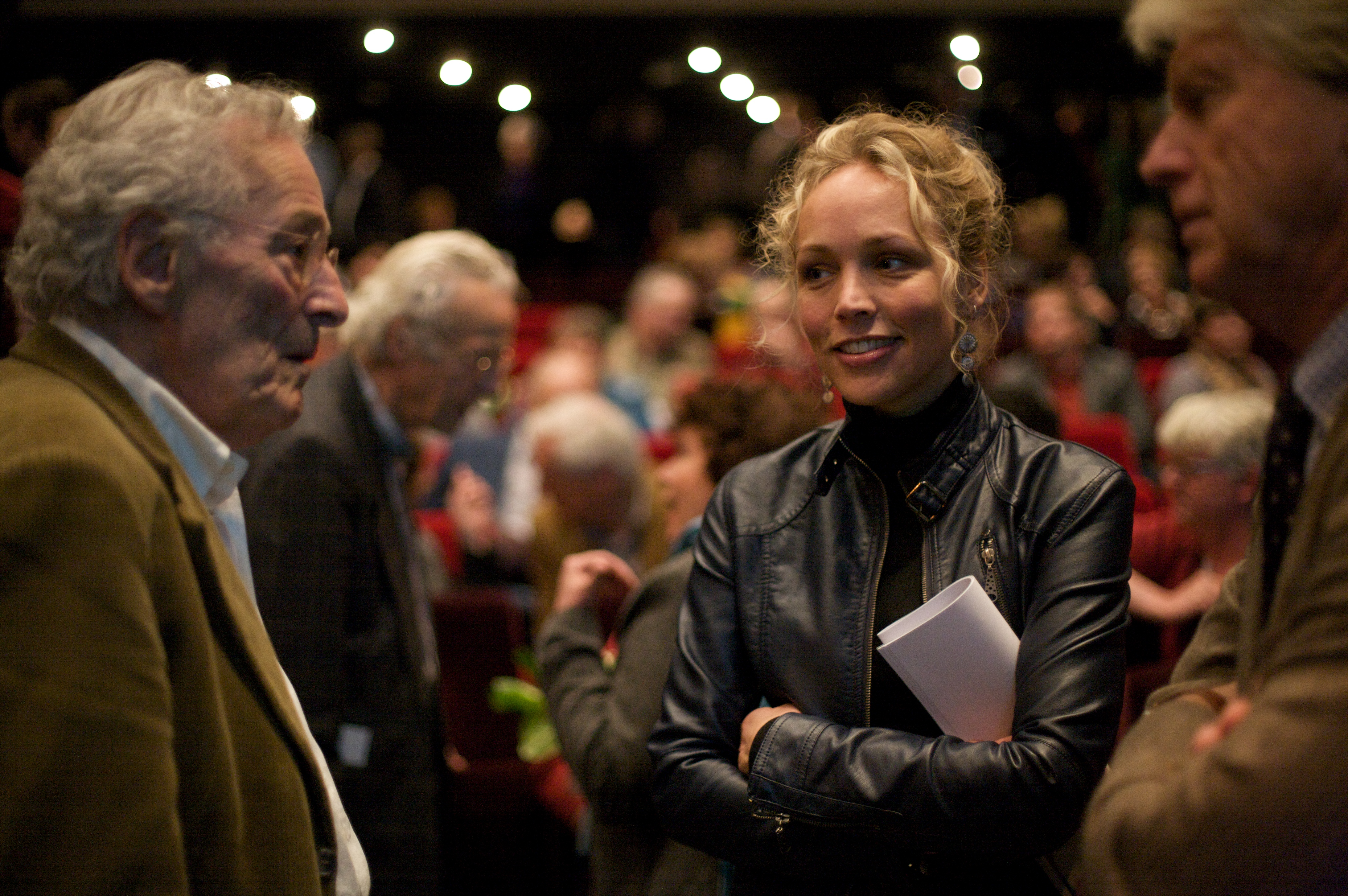
Uitslag bij D66-congres in Breda.

Na haar beëdiging op 8 april 2008 nam ze direct deel aan een debat over zwerfjongeren. Uitslag wilde in deze vier maanden een stem zijn in Den Haag voor de verpleegkundigen. Haar maidenspeech hield ze een week later, op 16 april.
Op 24 september 2009 vroeg ze aan minister André Rouvoet of zijn ministerie (het Ministerie voor Jeugd en Gezin) kon onderzoeken of jongeren door middel van een keurmerk gewaarschuwd konden worden voor gefotoshopte modellen. In april 2010 overhandigde ze aan demissionair minister Ab Klink (Volksgezondheid, Welzijn en Sport) een actiepuntenplan waarin werd gepleit voor ketenzorg voor eetstoornissen. In oktober 2010 gaf ze in een debat met minister Edith Schippers aan dat er meer ingezet moest worden op gezondheidspreventie om de kosten van de gezondheidszorg in te tomen. Daarbij adviseerde zij preventie te koppelen aan de belevingswereld van de diverse doelgroepen.
Omdat het rookverbod voor de horeca onder het kabinet-Rutte I werd versoepeld, vond Uitslag het onduidelijk waar wel en niet mocht worden gerookt: "Dat is funest. Overal staan weer asbakken op tafel". Daarom pleitte zij voor een speciaal telefoonnummer waarmee bezoekers de Nederlandse Voedsel- en Warenautoriteit direct konden waarschuwen als er in een horecagelegenheid illegaal wordt gerookt. In mei kwam ze in het nieuws door het ondersteunen van het pleidooi van het Regionaal College van de politieregio Twente om de drug GHB op lijst 1 van de Opiumwet te plaatsen. Dit betekende dat GHB dan niet langer werd aangemerkt als softdrug en de politie ertegen op kon treden. Minister Edith Schippers liet op 6 september 2011 weten dat de partydrug GHB op de lijst van harddrugs werd gezet.
Op 8 november 2011 maakte Uitslag bekend bij de behandeling van de begroting te willen voorstellen dat echtgenoten bij elkaar kunnen blijven wonen in een verpleeghuis, in plaats van op verschillende afdelingen in een verpleeghuis omdat de zorg die ze nodig hebben anders is.
Ze zette zich verder in voor meer inspraak van verpleegkundigen en verzorgenden op bestuursniveau binnen zorginstellingen. Van 17 januari 2012 tot en met 22 april 2012 was Uitslag met zwangerschapsverlof. In deze periode werd zij vervangen door oud-Kamerlid Cisca Joldersma.

## Na de Kamer
Uitslag werd na haar Kamerlidmaatschap bestuurder van enkele zorginstellingen. In de zomer van 2013 was ze een van de gastpresentatoren bij Knevel & Van den Brink. Tot 2018 voorzitter van de Nederlandse Vereniging van Huidtherapeuten. In januari 2016 stond haar foto ongevraagd in een reclamefolder van drogisterijketen Kruidvat. Als compensatie eiste ze een jaar lang gratis luiers voor het babyhuis van Barbara Muller in Dordrecht, waar ze in het bestuur zat.

## Persoonlijk
Uitslag is getrouwd en heeft twee dochters. In 2012 deed zij mee aan Strictly Come Dancing, een televisieprogramma van de AVRO rond ballroomdansen. Ze behaalde met haar partner de  derde plaats. In 2019 deed zij mee aan het SBS6-programma Dancing on Ice.

### Muziek
In Twente genoot Uitslag bekendheid als zangeres van rockband ZIPPER en ze was zangeres van de coverband Spinrock.
Uitslag nam begin 2010 samen met RTV Oost-presentatrice Monique Sleiderink een Twentse single op, getiteld Loat mie lös, geschreven door Sleiderink en Wilfried Poorthuis.

#### Albums
| Album met eventuele hitnotering(en) in de Nederlandse Album Top 100 | Datum van verschijnen | Datum van binnenkomst | Hoogste positie | Aantal weken | Opmerkingen                           |
| ------------------------------------------------------------------- | --------------------- | --------------------- | --------------- | ------------ | ------------------------------------- |
| Diana & Hubertus                                                    | 2010                  | 01-01-2011            | 26              | 3            | met Jan Wilm Tolkamp en Bennie Jolink |